# Грядці
Грядці (рос. Грядцы) — присілок в Торопецькому районі Тверської області Російської Федерації.
Населення становить 97 осіб. Входить до складу муніципального утворення Речанське сільське поселення.

## Історія
Від 2005 року входить до складу муніципального утворення Речанське сільське поселення.

## Населення
| 1997 | 2010 |
| ---- | ---- |
| 234  | ↘97  |